# Jules Perrot
Jules-Joseph Perrot (18. srpna 1810 v Lyonu – 29. srpna 1892 v Paramé) byl francouzský tanečník, choreograf a baletní mistr v Paříži, v Londýně a baletní mistr Carského baletu v Petrohradě. Vytvořil několik nejvýznamnějších baletů 19. století, včetně baletů Pas de Quatre, Esmeralda, Ondina a společně s Jeanem Corallim Giselle.

## Životopis

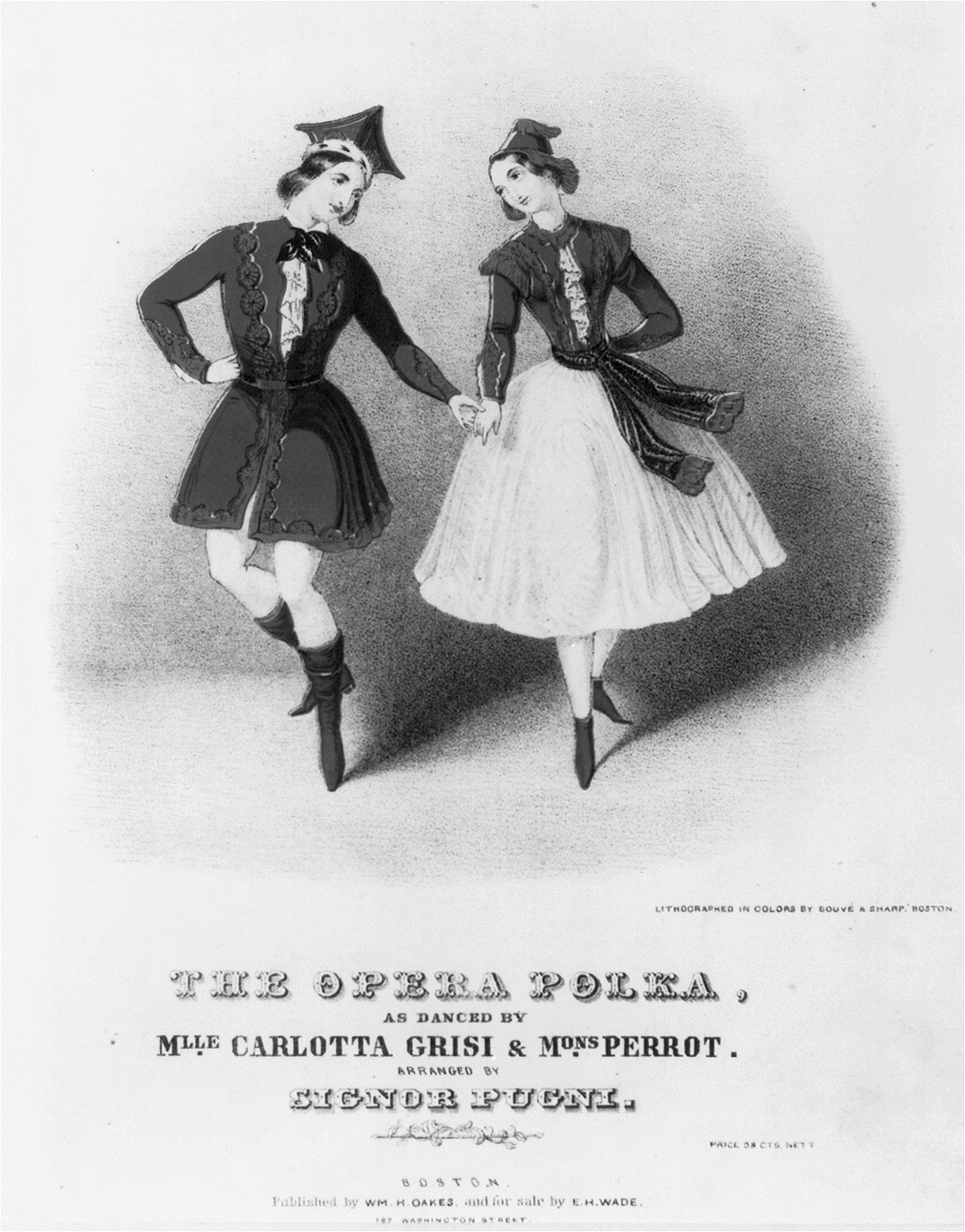
Jules Perrot a Carlotta Grisi v opeře Polka, litografie, Paříž po roce 1841

### Tanečník

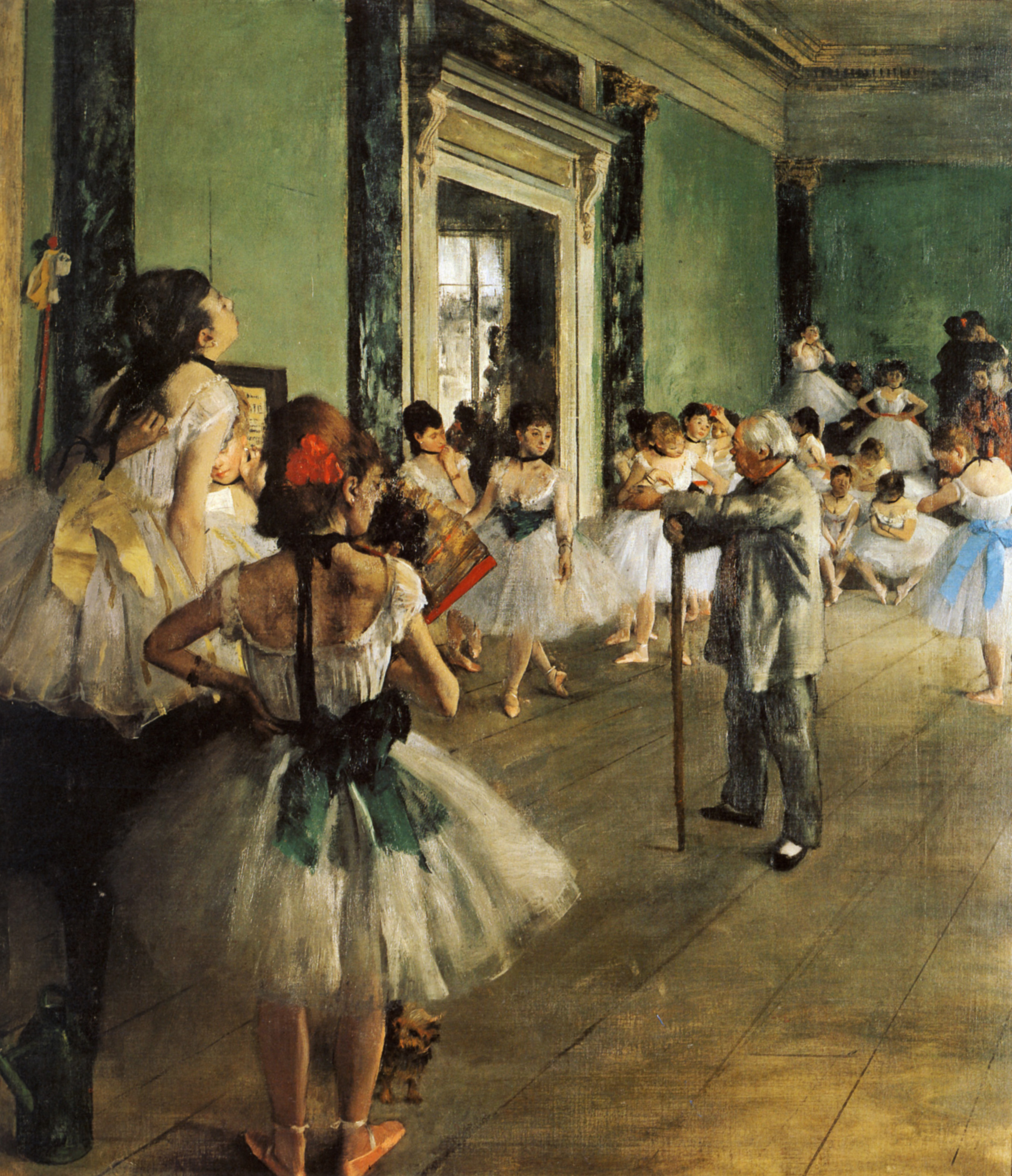
Jules Perrot jako baletní mistr při výuce v pařížské opeře v paláci Garnier, obraz Edgara Degase, 1875

Perrot se uvedl v Paříži jako tanečník. Zprvu často tančil s velkou romantickou tanečnicí Marií Taglioni, ale jejich partnerství netrvalo dlouho. Z obav, že by její kariéru zastínil, ho nakonec jako tanečního partnera odmítla.
V roce 1835 opustil angažmá v Pařížské opeře a vydal se na turné po evropských centrech tance, jako byly Londýn, Milán, Vídeň a Neapol, kde si povšiml talentu Carlotty Grisi. Cvičil ji a představil ji světu jako svou výbornou tanečnici v roce 1836 v představení v Londýně, kde s ní vystoupil jako její taneční partner, a následně roku 1841 také v Paříži.

### Choreograf a libretista
V roce 1836 začal Perrot experimentovat s uměním choreografie.
Po svém úspěchu, ke kterému přispěla jeho choreografie baletu Giselle v Londýně i v Paříži, Perrot vytvořil další choreografii, k baletu Alma neboli dívka ohně (premiéra roku 1842 v Londýně), tentokrát pro Fanny Cerrito, která byla jeho dalším úspěchem. Po šest let vytvářel choreografie k baletům v Královském divadle v Londýně: Aurora (1843), Les Houris (1843), Ondine neboli najáda (1843), Esmeralda (1844), La Vivandière neboli markytánka (1844), Kaya neboli láska cestovatele (1845), Bakchantka (1845), Pařížský soud (1846), Katarina, dcera banditova (1846) a nejslavnější z nich Pas de Quatre, jehož premiéra se konala 12. července 1845. Při jeho nastudování se potýkal s těžkým úkolem přesvědčit čtyři primabaleríny, aby vystoupily na jevišti společně, tři souhlasily s pořadím vystupování a klanění se podle věku, čtvrtá odmítla. Podařilo se mu vytvořit mistrovské choreografické dílo. Téměř každý balet vytvořil na hudbu Cesara Pugniho.
Posléze byl Perrot angažován jako tanečník v baletu carského Velkého kamenného divadla (Bolšoj kamennyj tětr) v Petrohradu. Později byl ustanoven baletním mistrem a v roce 1857 se představil jako libretista baletu La Rose, la violette et le papillon (Růže, fiala a motýl), a vystupoval také v carském divadle v Carském sele. V Petrohradu působil až do roku 1858. Během tohoto období se oženil s Capitoline Samovskajou, žačkou baletní školy při Carském divadle, se kterou měl dvě děti. Jakmile si přestal být jistý, zdali by měl zůstat v Rusku či vrátit se do Paříže, podivná náhoda v jeho bytě rozhodla za něj. Bez zjevné příčiny spadlo ze zdi velké zrcadlo a roztříštilo se na malé střepiny. To rozhodlo o okamžitém návratu rodiny do Paříže.

### Baletní mistr
Perrot jako choreograf a tanečník skončil, ale do konce 70. let byl baletním mistrem pařížské opery a do konce svého života vedl soukromé baletní hodiny.
29. srpna 1892 zemřel na dovolené v Paramé nedaleko Saint-Malo. Po pohřbu v Paříži byl pohřben na hřbitově Père Lachaise (47. oddělení).